# Halgadla, Jevargi
Halgadla là một làng thuộc tehsil Jevargi, huyện Gulbarga, bang Karnataka, Ấn Độ.